# Calcio a 7
Il calcio a 7 è una variante del gioco del calcio, praticata a livello amatoriale.
Gli enti di promozione riconosciuti dal CONI che lo propongono sono Centro Sportivo Italiano (CSI), U.S. ACLI, UISP, ACSI, AICS ed altri ancora; vengono proposti annualmente anche in base alla disponibilità dei vari organi sopracitati. Ogni anno vengono svolti dai comitati dei campionati provinciali, che terminano, in base all'organismo organizzatore, con fasi nazionali, per l'assegnazione di scudetti nazionali. Uno degli organi più importanti che organizza tornei nazionali è il CSI.
La partita dura 50 minuti (25 minuti a tempo), a livello giovanile 20 minuti a tempo.
Le categorie vengono suddivise in Under fino all'età di 12 anni, poi ci sono Allievi (13/14 anni), Juniores (16/17 anni), Top junior (18-21 anni), Open (dai 22 anni in poi).
Il fuorigioco (presente solo nel comitato di Brescia) avviene soltanto su calci piazzati, come calci di punizione o calci d'angolo, se uno o più membri della squadra che attacca si trovano all'interno dell'area piccola.

## Centro Sportivo Italiano
Albo d'oro
| Stagione  | Vincitore                | Vincitore     | Vincitore     |
| Stagione  | Squadra                  | Provincia     | Regione       |
| --------- | ------------------------ | ------------- | ------------- |
| 2024-2025 |                          |               |               |
| 2023-2024 | Hellas Verbania          | Verbania      | Piemonte      |
| 2022-2023 | Hellas Verbania          | Verbania      | Piemonte      |
| 2021-2022 | Fitore FC                | Como          | Lombardia     |
| 2020-2021 | Non assegnato            | Non assegnato | Non assegnato |
| 2019-2020 | Non assegnato            | Non assegnato | Non assegnato |
| 2018-2019 | Zeqiri Costruzioni       | Como          | Lombardia     |
| 2017-2018 | Country Club 07          | Bari          | Puglia        |
| 2016-2017 | Cordillera Andina        | Verbania      | Piemonte      |
| 2015-2016 | AZ Pneumatica            | Como          | Lombardia     |
| 2014-2015 | Gran Ducato              | Pistoia       | Toscana       |
| 2013-2014 | Nuova Molinazzo          | Milano        | Lombardia     |
| 2012-2013 | Squalo Apicella          | Biella        | Piemonte      |
| 2011-2012 | Val del Riso             | Bergamo       | Lombardia     |
| 2010-2011 | FC Asti                  | Asti          | Piemonte      |
| 2009-2010 | Polisportiva Sanmacarese | Varese        | Lombardia     |
| 2008-2009 | San Giustino             | Milano        | Lombardia     |
| 2007-2008 | Galeon d'Oro             | Savona        | Liguria       |
| 2006-2007 | San Giustino             | Milano        | Lombardia     |
| 2005-2006 | Immobiliare De Paola     | Milano        | Lombardia     |
| 2004-2005 | Ponte d'Assi             | Gubbio        | Umbria        |
| 2003-2004 | Havana Club              | Siracusa      | Sicilia       |
| 2002-2003 | Centro Sociale Grasso    | Siracusa      | Sicilia       |
| 2001-2002 | Resurrezione Anastasis   | Bari          | Puglia        |
| 2000-2001 | San Michele              | Milano        | Lombardia     |

## Regole
Qui di seguito è riportata solo una delle sue versioni. Per lo svolgimento del calcio a 7 si applica il Regolamento Tecnico di gioco per il calcio a 11 della FIGC, al quale tuttavia, vengono applicate delle importanti eccezioni:
- Le dimensioni del campo di gioco, che deve avere una forma rettangolare, possono variare da un minimo di 45m x 25m a un massimo di 50m x 30m. Non esiste però nessun regolamento ufficiale in materia, perciò è possibile trovare dimensioni differenti, specialmente per le misure massime.

- Le linee che delimitano il campo e le aree a esso relative, devono avere uno spessore che varia da un minimo di cm 5 a un massimo di cm 8.

- Le dimensioni delle porte non sono oggetto di un regolamento specifico, ma queste possono variare in base alle scelte di chi gestisce l'impianto sportivo. In commercio esistono porte di varie dimensioni:
  - (4x2)m, maggiormente indicate per il calcio a 6, ma talvolta utilizzate anche per il calcio a 7;
  - (5x2)m, le più consone in proporzione alle dimensioni medie del campo;
  - (5,50x2,20)m, che sono le più diffuse (sono le dimensioni utilizzate per il beach soccer che si gioca 5 contro 5).

Le porte (4x2)m vengono utilizzate perché a livello giovanile sono quelle indicate dai regolamenti F.I.G.C. per il calcio a 7 per le categorie che step by step si approcciano in seguito al calcio a 11. Al contrario, invece, le porte di (5,50x2,20)m, nonostante siano le più utilizzate, sono le meno indicate perché i 20 centimetri aggiuntivi in altezza e i 50 centimetri in larghezza, condizionano di molto lo stile e il comportamento del portiere e di tutta la squadra durante la fase difensiva.
- Le squadre sono composte da un massimo di 14 giocatori, dei quali 7 titolari (minimo 4) e 7 riserve (alcuni comitati possono, per motivi organizzativi, stabilire un numero di riserve pari a 5 giocatori).

- È consentito un numero illimitato di sostituzioni (a gioco fermo) ed il giocatore che viene sostituito può rientrare successivamente (anche se non in tutti campionati è possibile rientrare).

- Il tempo di gioco è di 30 minuti per tempo (20 oppure 25 in alcune categorie e/o campionati) e l’intervallo compreso tra 5 e 10 minuti. È previsto un tempo di recupero in caso di interruzioni a discrezione dell’arbitro.

- Non c'è il fuorigioco.

- La distanza minima a cui si devono attenere i difensori in un calcio di punizione (diretto o indiretto), rinvio dal fondo, calcio d’inizio o d’angolo e rigore è di 6 metri

- Il dischetto per il calcio di rigore è posto a una distanza variabile, sempre a causa della mancanza di indicazioni ufficiali: se si considera che nel calcio a 5 la distanza del calcio di rigore è pari a 6 m, e nel calcio a otto a 9 m, allora è logico pensare che la distanza nel calcio a sette debba essere di 8 m.

- In caso di punizione indiretta in area la distanza minima dalla porta è di 4 metri, pari al raggio del cerchio di centrocampo (in alcuni campionati, invece, il pallone viene posizionato al limite dell'area di rigore, così come accade nel calcio a 11, quando l'infrazione è commessa all'interno dell'area di porta).

- A ogni squadra è concesso una volta per tempo di interrompere il tempo a gioco fermo (time-out), richiamando l’attenzione dell’arbitro tramite il proprio Capitano o tramite il Dirigente Responsabile. La durata di ciascun time-out è di 2 minuti.

- In alcune categorie e/o campionati, in caso di fallo volontario commesso da un calciatore in chiara occasione da gol (compreso il fallo di mano volontario che impedisce la segnatura) o del portiere che ferma la palla di mano volontariamente fuori dall'area di rigore, egli viene punito con il cartellino azzurro, che comporta la sua esclusione del campo, con conseguente inferiorità numerica della propria squadra, per 5 minuti. Al rientro in campo assume (nel corso della gara) lo stesso valore di un cartellino giallo pertanto passibile di espulsione per somma di ammonizioni. Nel computo delle ammonizioni generali il cartellino azzurro ha il valore di due gialli.

- Le scivolate con intento di prendere la palla ritenute dall'arbitro non pericolose, sono permesse.[1][2]

## Tipi di modulo
- 3-2-1: è il modulo più utilizzato, composto da un difensore centrale con abilità di anticipare l'avversario e tenere la posizione; 2 terzini con compito sia offensivo che difensivo in grado di andare spesso al tiro, una volta superata la propria metà campo; 2 centrocampisti, uno dei quali, di solito, con compito di regista e l'altro più offensivo (in qualche caso al posto del regista è impiegato un incontrista); un attaccante con il compito di finalizzare la maggior parte delle azioni della squadra e "tener palla" per poi smistarla ai compagni di squadra.
- 2-3-1: una variante più offensiva del 3-2-1, è composta da 2 difensori centrali (uno con più compiti difensivi e l'altro con maggiori compiti di impostazione), un regista, due ali con compiti offensivi più che difensivi (dotati di grande resistenza e velocità) e un attaccante.
- 1-4-1: modulo ispirato al calcio a undici, dove diviene sempre più evidente l'importanza del centrocampo. Il difensore, molto tecnico, ha il ruolo del libero ed è affiancato, nel suo lavoro difensivo, da un forte mediano incontrista; l'azione parte da dietro, dai piedi del libero, e si sviluppa passando dal regista alle due ali (le quali però devono rientrare molto per non lasciare troppo solo il difensore) e viene finalizzata dalla punta che per adattarsi a questo tipo di gioco basato sul possesso palla deve essere veloce e sgusciante.
- 4-1-1: modulo prettamente difensivo, raramente utilizzato nel corso di intere partite, ma più facilmente in alcune fasi di gioco. Composto da 2 difensori centrali, 2 terzini con compito sia offensivo sia difensivo in grado di andare spesso al tiro superata la propria metà campo; un centrocampista con compito di regista; un attaccante con il compito principale di "tener palla" per poi smistarla ai compagni di squadra.
- 2-2-1-1: modulo adatto a campi di dimensioni regolari ma minime. Composto da 2 difensori centrali, dei quali, uno ha compiti di marcatura e l'altro ha compiti di copertura, sia laterale sia centrale; 2 centrocampisti, di cui, uno regista basso e marcatore del centrocampista, avversario centrale, l'altro regista avanzato. Il giocatore dietro alla punta è preso dal trequartista a 11 e deve avere grandi capacità tecniche e una buona visione di gioco: funge da seconda punta e serve per inserirsi negli spazi creati dalla prima punta. La punta può essere sia veloce e sgusciante sia grosso e potente, l'importante è che svari su tutta la linea orizzontale d'attacco per permettere gli inserimenti della seconda.

## Terreno di gioco
Le partite si possono svolgere sia su campi in erba sintetica o in erba naturale sia su campi in sabbia calcarea.

## Note

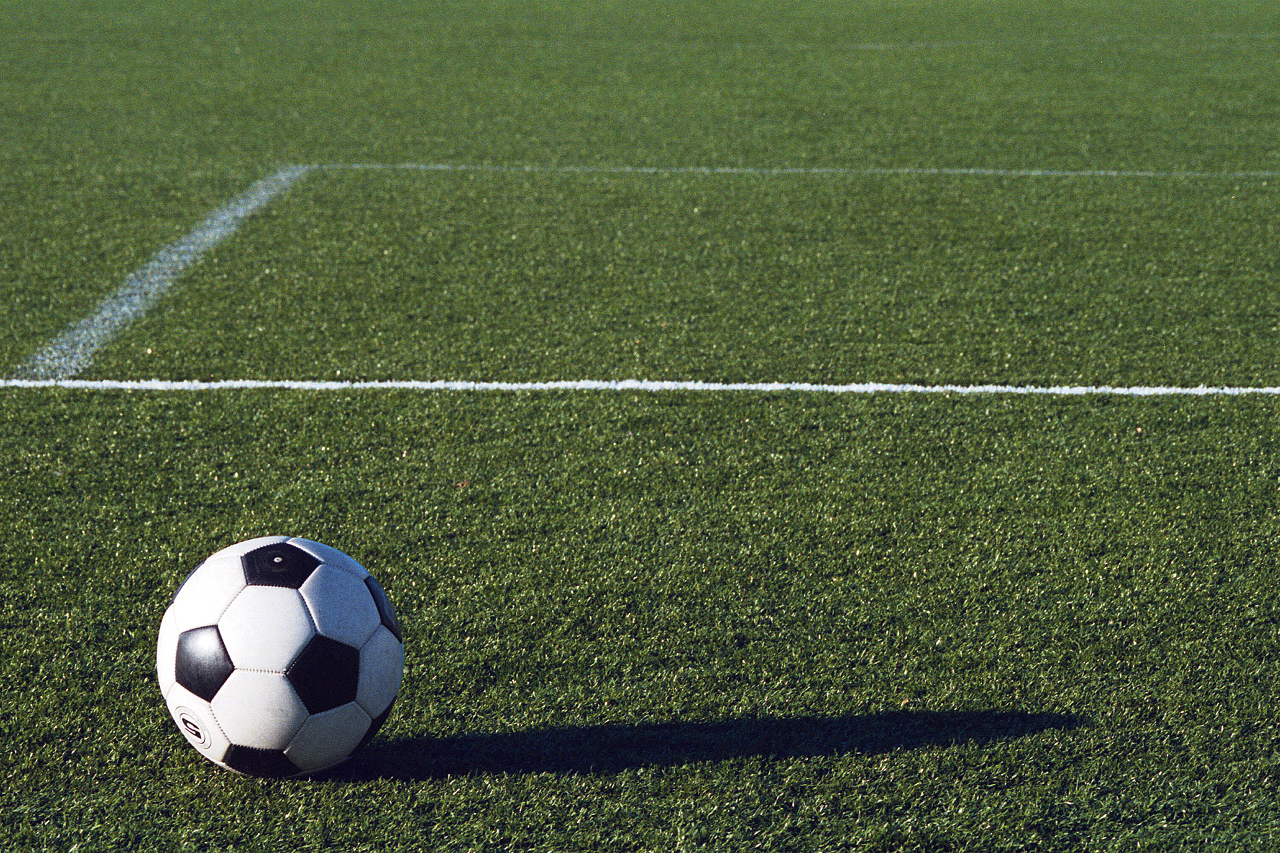
Campo da calcio a 7